# Municipio de Rush Creek
El municipio de Rush Creek (en inglés: Rush Creek Township) es un municipio ubicado en el condado de Fairfield en el estado estadounidense de Ohio. En el año 2010 tenía una población de 3893 habitantes y una densidad poblacional de 40,13 personas por km².

## Geografía
El municipio de Rush Creek se encuentra ubicado en las coordenadas 39°42′7″N 82°25′39″O / 39.70194, -82.42750. Según la Oficina del Censo de los Estados Unidos, el municipio tiene una superficie total de 97.02 km², de la cual 96.29 km² corresponden a tierra firme y (0.75%) 0.73 km² es agua.

## Demografía
Según el censo de 2010, había 3893 personas residiendo en el municipio de Rush Creek. La densidad de población era de 40,13 hab./km². De los 3893 habitantes, el municipio de Rush Creek estaba compuesto por el 98% blancos, el 0.28% eran afroamericanos, el 0.33% eran amerindios, el 0.08% eran asiáticos, el 0.03% eran isleños del Pacífico, el 0.08% eran de otras razas y el 1.21% pertenecían a dos o más razas. Del total de la población el 0.39% eran hispanos o latinos de cualquier raza.